# خرخر

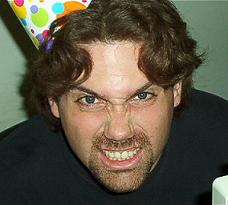
حالت چهره‌ای که اغلب همراه با خرخر است

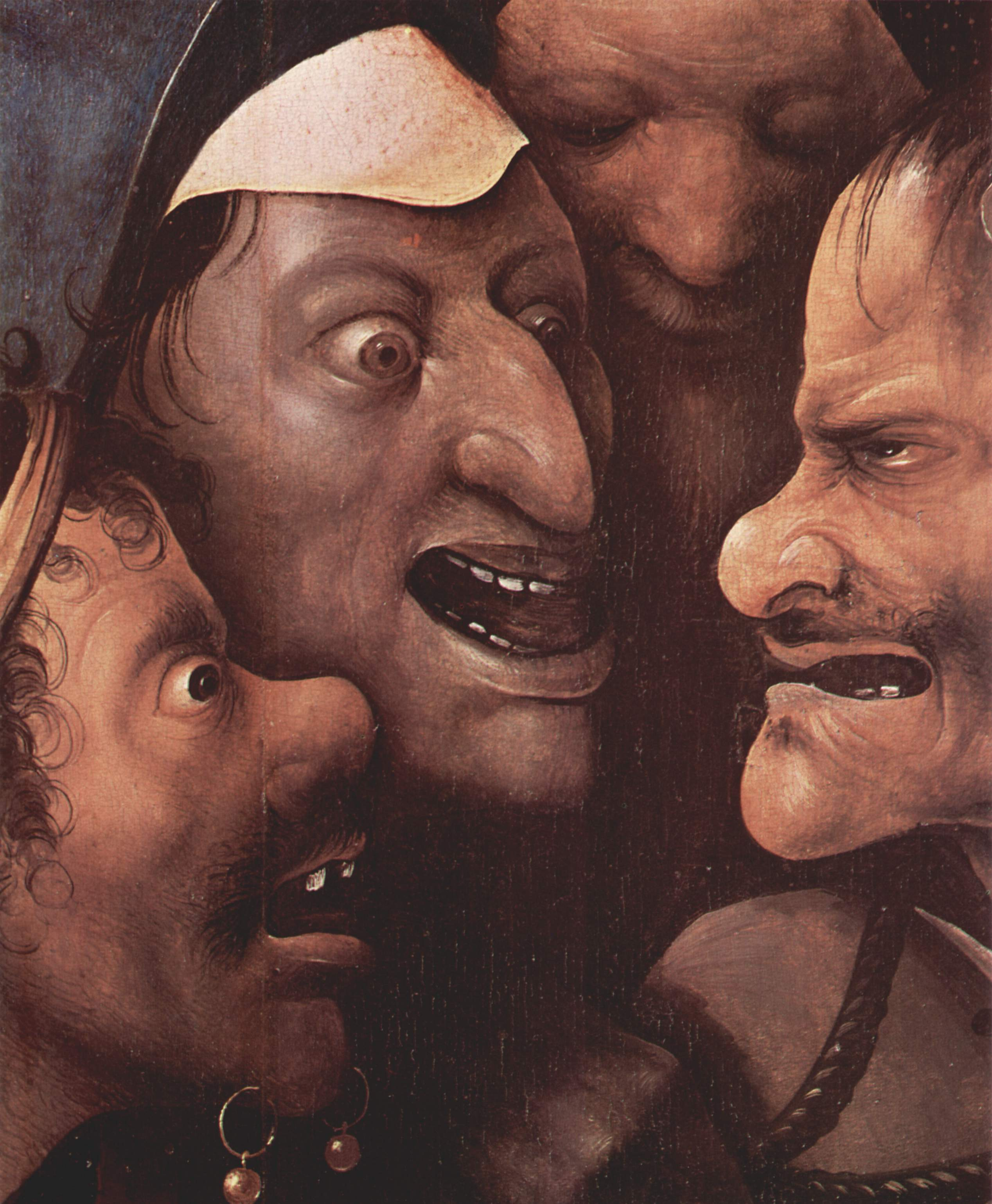
شکل سمت راست، حالت چهره‌ای دارد که معمولاً با خرخر کردن همراه است

خُرخُر (به انگلیسی: Snarl) صدایی، اغلب شبیه یک غرغر یا گفتار شرورانه است. اغلب با حالت چهره است، جایی که لب بالایی بالا می‌آید و سوراخ‌های بینی باز می‌شوند، که عموماً نشان‌دهنده نفرت، عصبانیت یا درد است. علاوه بر انسان، پستانداران دیگری از جمله میمون‌ها، خرگوش‌ها و سگ‌ها اغلب برای هشدار دادن به دیگران در مورد نیش احتمالی خود غرغر می‌کنند. در انسان، خرخر کردن از ماهیچه بالابرنده لب بالا و پره پایینی استفاده می‌کند. صداهای تهدیدآمیز غرغر اغلب با حالات چهره تهدیدآمیز همراه یا مترادف با آنها استفاده می‌شود.
واژۀ "Snarl" همچنین به عنوان نام‌آوا برای صدای تهدیدآمیز که به آن اشاره دارد، مانند صدا "خِرخِر" یک اره برقی به کار می‌رود. این کاربرد ممکن است از عبارت رایجی که سگ را با عنوان "غرغر کردن و خرخر کردن" توصیف می‌کند ریشه گرفته باشد. یکی از کاربردهای ادبی "خرخر" به معنای سروصدا در ارباب حلقه‌ها در مواجهه با بارو-وایت است: در تاریکی صدای خرخر آمد.